# Husův sbor (Čáslav)
Husův sbor v ulici Jana Karafiáta čp. 119/24 je bohoslužebným místem čáslavského sboru Církve československé husitské. Budova je památkově chráněna od roku 1958.

## Historie sboru
První bohoslužba nově vzniklé církve sloužená farářem Bohumilem Snížkem se konala 20. června 1920 na náměstí v Čáslavi. Zástupci církve žádali katolické děkanství o vydání klíčů od nevyužívaného místního kostela sv. Alžběty, ale klíče jim vydány nebyly. Po několika dnech se znovu před kostelem sešlo větší množství lidí, kostel otevřeli násilně. V následném soudním procesu byli všichni mužové v čele s farářem Snížkem osvobozeni a kostel sv. Alžběty směli ke svým bohoslužbám používat.
V roce 1923 byla ustavena nová rada starších Církve československé, předsedou se stal poslanec Národního shromáždění Ferdinand Prášek. Začalo se uvažovat o stavbě vlastního bohoslužebného domu, protože katolická církev trvale žádala vrácení kostela sv. Alžběty. Sešly se dva návrhy: přestavba hotelu U kralevice nebo zakoupení volného obecního pozemku a stavba nové bohoslužebné budovy. Zvítězil návrh, při kterém rada starších rozhodla o nákupu pozemku od obce a stavbě vlastního sboru. Konala se sbírka a současně byla vypsána půjčka, vybrané peníze na zakoupení pozemku nestačily.
V roce 1924 se ustavený stavební odbor sboru začal zabývat stavbou intenzivněji. Od spořitelny byly půjčeny zbývající peníze k zakoupení pozemku. Osloven byl architekt Bohumír Kozák, syn čáslavského evangelického faráře, který v místě vyrostl a navrhl také stavbu evangelické fary v těsné blízkosti budoucího sboru Církve československé.
Základní kámen byl usazen 15. března 1925 za účasti ThDr. Karla Farského. Do kamene byl vloženo pouzdro s pamětní listinou. Stavba probíhala rychle, i když byla pro nedostatek financí na krátký čas přerušena.

## Otevření nové budovy Husova sboru
Poslední bohoslužba v kostele sv. Alžběty byla sloužena 16. května 1926.
Slavnost otevření Husova sboru byla ve městě pompézní událostí. Doprovázel ji průvod, divadelní hra, recitace básní a předčítání blahopřejného dopisu prezidenta T. G. Masaryka. Vyvrcholením slavnosti byla bohoslužba v nové budově sboru 23. května 1926 (byl to tehdy Hod Boží svatodušní), kterou sloužil patriarcha sboru ThDr. Karel Farský za asistence dalších duchovních.

## Architektura budovy Husova sboru
Husův sbor architekta Bohumila Kozáka je budova ve slohu klasicizující moderny s prvky racionalismu, v interiérech jsou prvky art deco. Budova je symetrický objekt s vyvýšenou středovou partií halového prostoru modlitebny a postranními patrovými částmi. Plochá střecha na budově byla v Čáslavi použita poprvé. Nad římsou na čelní straně je mohutná atika s plastikou kalichu.
Budova sboru je bez věže. Na čelní fasádě dominuje šestice převýšených obdélných oken, po stranách s malými okny v obou podlažích.

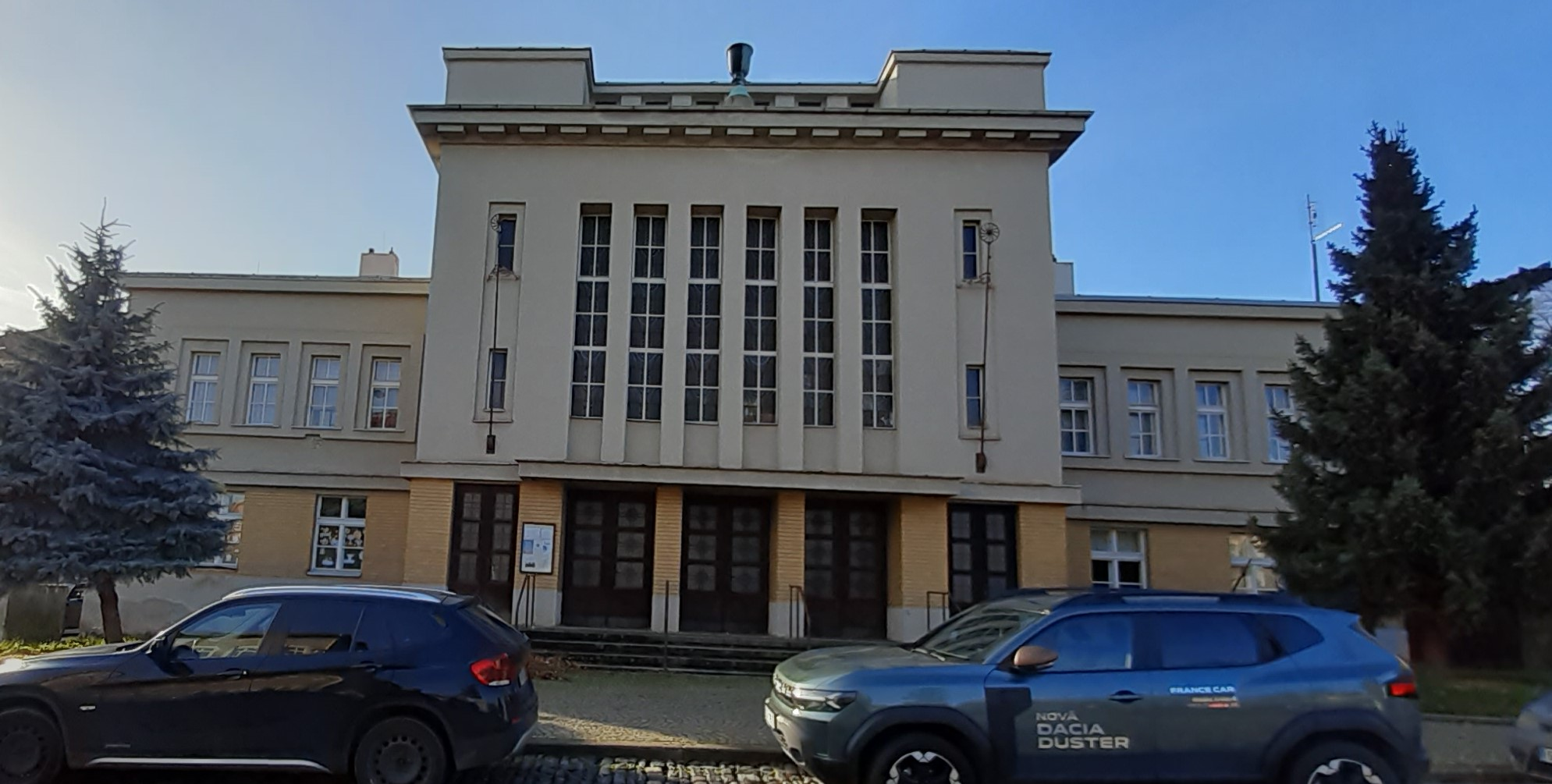
Husův sbor v Čáslavi

Budova je velmi hodnotným objektem, jeden z nejlepších příkladů moderní architektury v Čáslavi.

## Interiér sboru
Centrem budovy je rozlehlá obdélná síň se zaklenutou valenou klenbou, do které se vstupuje monumentálním pětiosým vstupem. Je zakončena kněžištěm, které je zastropeno monumentálním půlobloukem. Kolem sálu je galerie, původně měla výrazný zdobný dekor. Na kůru jsou výtvarně zakomponované varhany. Kůr po stranách osvětlují obdélná okna s drobnými vitrážemi klasů ve stylu art deco.
Středem chrámového prostoru je Stůl Páně jako symbol domova a rodiny. Při otevření byla na čelní stěně vymalována trnová koruna, kalich s hostií a nápisem "Milujte se, pravdy každému přejte". V roce 1954 byla nahrazena freskou malíře Františka Skály znázorňující Poslední večeři Páně.
V bočních křídlech budovy je umístěno zázemí.
Bohumil Kozák je také autorem vitráží v oknech a sborových lavicí. Varhany jsou dílem varhanáře z Kutné Hory E. Šteina. Zvon darovali manželé Dlabáčkovi.